# La congiura dei Lampugnani
La congiura dei Lampugnani è un dipinto a olio su tela (149x117 cm) del pittore italiano Francesco Hayez, realizzato nel 1826 e conservato alla pinacoteca di Brera.

## Storia
Come attestato in una lettera di Hayez del 5 gennaio 1830, la tela venne commissionata nel 1823 da Teresa Borri, vedova del conte Stefano Decio Stampa e futura sposa di Alessandro Manzoni. La congiura dei Lampugnani, come ci ricorda Defendente Sacchi, venne tuttavia completata solo nel 1826, in sostituzione di un Ritratto di gruppo della famiglia Borri Stampa che non aveva incontrato l'approvazione del committente. Inclusa nel Piccolo inventario dei dipinti nella villa di Lesa sotto la generica titolazione di «Un quadro rappresentante un episodio della Storia di Milano», l'opera entrò nelle collezioni di Stefano Stampa (figliastro di Manzoni), per poi trovare la sua collocazione definitiva nella pinacoteca di Brera, ove giunse nel 1907.
Fu lo stesso Hayez a scegliere il soggetto del dipinto, incentrato sulla congiura capitanata da Giovanni Andrea Lampugnani, Girolamo Olgiati, Carlo Visconti e Cola Montano per sopprimere la tirannia di Galeazzo Maria Sforza, ucciso il 26 dicembre 1476 nella chiesa di Santo Stefano in Milano. La vicenda, pur non essendo molto conosciuta, era nota all'Hayez grazie alla pubblicazione de La congiura di Cola Montano, tragedia scritta da Alessandro Verri nel 1779, e alla consultazione delle Istorie di Niccolò Machiavelli, dal quale trasse un brano specifico denominato «Segretario Fiorentino Libro Settimo delle Istorie». La presenza di una tale titolazione nei suoi appunti lascia supporre che sia stato proprio il testo machiavelliano la fonte alla quale il pittore si è mostrato più debitore.

## Descrizione
La composizione è estremamente teatrale. In primo piano troviamo Cola Montano, anziano umanista che educò ed ispirò i tre giovani, mentre è inginocchiato ai piedi della statua di Sant'Ambrogio, invocandone una preghiera perché li protegga (la statua, peraltro, non è mai esistita in quell'edificio sacro, ma fu inclusa dall'Hayez perché funzionale alla narrazione). I ragazzi, disposti diagonalmente lungo l'imponente basamento della scultura, stanno sfoderando i pugnali, pronti ad assalire il duca-tiranno, che avanza dalla folla dal fondo della navata. Nell'interpretazione hayeziana, inoltre, la chiesa di Santo Stefano è reinventata in forme romano-gotiche, mentre ai tempi del pittore l'architettura presentava un'ornamentazione barocca che ne aveva snaturato l'aspetto primitivo.
È importante notare che nella Congiura dei Lampugnani Hayez sintetizzò idee e fermenti del suo tempo, sia dal punto di vista stilistico che da quello ideologico. La ricreazione - seppur fantasiosa - dell'antico assetto della chiesa di Santo Stefano avvenne probabilmente in risposta del concetto del restauro «in stile», volto a ripristinare quella condizione iniziale che caratterizzava gli edifici sin dalla nascita (il maggiore interprete di questa tendenza fu Eugène Viollet-le-Duc). Sotto il profilo ideologico, invece, la tela attinse dai ribollenti umori d'inizio Ottocento, caricandosi di un provocatorio slancio glorificativo del «mito della gioventù carbonara»: l'ideologia risorgimentale, pertanto, traspare qui in formule espressive sì opache, ma decisamente evidenti.